# بينيلوبي إندرسبي
بينيلوبي اندرسبي (بيني) باحثة بريطانية وأكاديمية متخصصة في الدروع والمتفجرات. عُينت رئيسًا تنفيذيًا لمكتب الأرصاد الجوية في ديسمبر 2018. وقبل ذلك، قادت أنظمة الإنترنت والمعلومات في مختبر علوم وتكنولوجيا الدفاع.

## تعليمها وتاريخها الوظيفي المبكر
نشأت إندرسبي في شمال لندن وتلقت تعليمها في مدرسة هابدرز أسك للبنات، إلستري. درست العلوم الطبيعية في جامعة كامبريدج، وكانت عضوًا في كلية نيونهام. وهي لا تزال زميلة في نيونهام. هناك، أصبحت مهتمة بعلوم المواد والمعادن. كانت ترعاها شركة بريتيش غاز، للبحث في خلايا الوقود. بعد التخرج التحقت بالمؤسسة الملكية لتطوير التسليح والبحث العلمي في عام 1993.

## أبحاثها
خدمت إندرسبي، وهي باحثة متخصص في الدروع والمتفجرات، في المؤسسة الملكية لتطوير الأسلحة والبحث العلمي، لتصبح «خبير المملكة المتحدة في مجال الدروع الكهربائية والذكية». عُينت مديرة القسم في مختبر علوم وتكنولوجيا الدفاع في عام 2009, بدأت في التركيز على الاستخبارات العسكرية والأمن السيبراني.
وهي تحمل صفة أستاذ زائر للأكاديمية الملكية للهندسة في جامعة ساوثامبتون. عُينت إندرسبي رئيسًا لقسم أنظمة الإنترنت والمعلومات في مختبر علوم وتكنولوجيا الدفاع في عام 2015. شاركت في احتفالات يوم المرأة العالمي.
التحقت بمجلس معهد الفيزياء في عام 2017. عُينت كرئيس تنفيذي في مكتب الأرصاد الجوية في ديسمبر 2018،  كما انها أول امرأة تولت هذا المنصب.  كما أنها تعمل في مجلس إدارة مشروع بلوشير، مكتب نقل التكنولوجيا التابع لوزارة الدفاع (المملكة المتحدة).

## حياتها الشخصية
من مواهب إندرسبي أنها مغنية جوقة خبيرة. لديها طفلان. كما أنها مهتمة بالحياة البرية وتسجل الأحداث البرية البيولوجية في المملكة المتحدة. وهي أيضا عضو مجلس أمناء على ويلتشاير وايلد لايف تراست.